# Ardon (Loiret)
Ardon es una población y comuna francesa, situada en la región de Centro, departamento de Loiret, en el distrito de Orleans y cantón de La Ferté-Saint-Aubin.

## Demografía
| 372 | 348 | 536 | 700 | 731 | 851 |
| Para los censos de 1962 a 1999 la población legal corresponde a la población sin duplicidades (Fuente: INSEE [Consultar]) |     |     |     |     |     |